# Augustus Prew
Augustus Prew (Londra, 17 settembre 1987) è un attore britannico.
Conosciuto per i ruoli nei film About a Boy - Un ragazzo (2002), Moonacre - I segreti dell'ultima luna (2008), Segui il tuo cuore (2010), I Borgia (2011), Kick-Ass 2 (2013), e nella miniserie Klondike (2014).
Ha interpretato anche Drew Jessup nella serie TV 24/7 (2001-2002), James Bell nel dramma medico della CBS Pure Genius (2016-2017), e David "Whip" Martin nel crime dramma della Fox Prison Break (2017).

## Biografia
Prew è nato a Westminster, Londra, Inghilterra ed è figlio di Wendy Dagworthy, stilista di moda, e di Jonathan W. Prew, fotografo.
Frequentò la Latymer Upper School a Londra. È principalmente noto per essere comparso in About a Boy - Un ragazzo nel ruolo di Ali. Dal 2011 è Alfonso d'Aragona nella serie canadese I Borgia.
Apertamente gay, nel gennaio 2018 si è sposato con l'attore Jeffery Self.

## Filmografia parziale

### Cinema
- About a Boy - Un ragazzo (About a Boy), regia di Chris Weitz e Paul Weitz (2002)
- Moonacre - I segreti dell'ultima luna (The Secret of Moonacre), regia di Gábor Csupó (2008)
- Hated, regia di Lee Madsen (2010)
- The Kid, regia di Nick Moran (2010)
- Segui il tuo cuore (Charlie St. Cloud), regia di Burr Steers (2010)
- Animals, regia di Marçal Forés (2012)
- Kick-Ass 2, regia di Jeff Wadlow (2013)
- Copperhead, regia di Ronald F. Maxwell (2013)
- High-Rise - La rivolta (High-Rise), regia di Ben Wheatley (2015)
- Ibiza, regia di Alex Richanbach (2018)
- Dear David, regia di John McPhail (2023)
- Players, regia di Trish Sie (2024)

### Televisione
- 24/7 (24Seven) – serie TV (2001-2002)
- Marigold – film TV (2005)
- Testimoni silenziosi (Silent Witness) – serie TV, 2 episodi (2008)
- I Borgia (The Borgias) – serie TV, 6 episodi (2011-2012)
- Klondike – miniserie TV, 6 puntate (2014)
- Major Crimes – serie TV, 2 episodi (2014)
- Pure Genius – serie TV, 13 episodi (2016-2017)
- Prison Break – serie TV, 9 episodi (2017)
- Special – serie TV, 7 episodi (2019)
- The Morning Show – serie TV, 9 episodi (2019-2021)
- Il Signore degli Anelli - Gli Anelli del Potere (The Lord of the Rings: The Rings of Power) – serie TV, episodi 1x01-1x03 (2022)
- 1923 – serie TV, episodi 2x05-2x06-2x07 (2025)

## Doppiatori italiani
Nelle versioni in italiano delle opere in cui ha recitato, Augustus Prew è stato doppiato da:
- Edoardo Stoppacciaro in Segui il tuo cuore, Major Crimes, 1923
- Alessio Puccio in About a Boy - Un ragazzo
- Flavio Aquilone in Moonacre - I segreti dell'ultima luna
- Alessandro Campaiola in Kick-Ass 2
- Marco Vivio in Ibiza
- Jacopo Bonanni in 24/7
- Davide Garbolino ne I Borgia
- Andrea Beltramo in Klondike
- Emiliano Coltorti in NCIS - Unità anticrimine
- Gabriele Lopez in Prison Break
- Emanuele Ruzza in Special
- Raffaele Carpentieri in The Morning Show
- Stefano Sperduti in Il Signore degli Anelli - Gli Anelli del Potere
- Paolo Vivio in Players